# Planechase
Planechase je rozšíření pro hru Magic the Gathering, které je zamýšlené hlavně pro hru více hráčů. První Planechase vyšlo 4. září 2009. Celkem vyšlo 40 Planechase karet plus 2 promo karty. 1. června 2012 vyšla Planechase 2012 edition.
Při hře je uprostřed stolu balíček Planechase karet, na začátku hry se otočí první a během hry může aktivní hráč hodit Planechase kostkou, podruhé za 1 manu, potřetí za 2 atd. (pouze jako sorcery). Padne-li na kostce planeswalk symbol, hráč otočí další planechase kartu v pořadí, padne-li chaos symbol, spustí se efekt na stávající Planechase kartě za tímto symbolem.